# Africada alveolar sonora
La africada alveolar sonora es un tipo de consonante usado en diversas lenguas. Este sonido se puede representar de tres maneras: <</d͡z/ ,/d͜z/ o /ʣ/(la unión entre una d y una z)>>

## Características
- Su modo de articulación es africado, lo que significa que se produce primero una oclusión, al impedir el paso del aire, y después, repentinamente, se le permite fluir a través de una vía estrecha causando una fricación.
- Su punto de articulación es alveolar, es decir, dicho fonema se origina en la región alveolar de la boca, de manera que su procedimiento de fonación consiste en mover la parte delantera de la lengua contra la cresta alveolar.
- Su fonación es sonora, lo que significa que incluye la vibración de las cuerdas vocales.
- Es una consonante oral, lo que significa que el aire se expulsa solo por la boca.
- Es una consonante central, ya que se produce al hacer que el aire fluya por encima de la parte media de la lengua, más que por los lados.

- Datos: Q1068527